# Ano Adou Hervé
Ano Hervé Adou (né le 30 mai 1983) est un haltérophile handisport ivoirien. Il concourt dans la catégorie des moins de 80 kg hommes. Représentant la Côte d'Ivoire sur la scène internationale, il est médaillé d'argent et de bronze aux Championnats du monde et deux fois médaillés de bronze aux Championnats d'Afrique. Après sa participation aux Jeux paralympiques d'été de Tokyo 2020, il a pris part aux XVIIes Jeux paralympiques d'été à Paris.

## Biographie

### Origine et éducation
Né le 30 mai 1983 en Côte d'Ivoire, avec un handicap moteur, Ano Hervé Adou fait ses études à l'Université Félix Houphouët Boigny d'Abidjan où il obtient une maîtrise en lettres modernes. Il s'engage dans l'handisport en 2009 et représente la Côte d'Ivoire en participant à plusieurs compétitions internationales.

### Carrière sportive
Président de Cocody Handi Club et porte-parole des clubs régulièrement affiliés à la Fédération Ivoirienne des Sports Paralympiques, il participe en 2017 aux Championnats du monde de dynamophilie dans la catégorie des moins de 65 kg et termine 9e. Aux Championnats du monde de haltérophilie en 2019, il termine 7e. 
En 2020, il se qualifie aux Jeux paralympiques de Tokyo dans la catégorie des moins de 65 kg,. Il réussit à atteindre la finale, mais finit 5e avec une charge de 160 kg,,.
En 2022, il participe aux championnats d'Afrique de para-haltérophilie et obtient deux médailles de bronze,.
Au début de l'année 2024, Adou Hervé participe à la coupe du monde de haltérophilie de Tbilissi en Géorgie. Il décroche la médaille d'argent en équipe mixte dans la catégorie des moins de 80 kg,. Cette performance le qualifie aux Jeux paralympiques d'été de 2024, dans la catégorie des moins de 80 kg,. Il est désigné capitaine et porte-drapeau de la délégation ivoirienne à ces Jeux. Le 6 septembre 2024, à cette 17e édition des Jeux paralympiques d'été, il termine à la 7e place de la finale, en soulevant une charge maximale de 191 kg,.

## Palmarès

### Coupe du monde
- Médaille d'argent à la coupe du monde 2024 de para-haltérophilie de Tbilissi en Géorgie[10].
- Médaille de bronze à la coupe du monde 2024 de para-haltérophilie au Nigéria 2019[10],[17].

### Championnats d'Afrique
- Deux médailles de bronze aux Championnats d'Afrique de para-haltérophilie du Caire en Égypte de 2022[17].